# Paan
Paan of paen is een toponiem dat onder meer voorkomt als voorvoegsel in boerderijnamen zoals in: paanhoeve, paenhoeve, pannenhoef, pannenschuur, panhof en dergelijke.
Hoewel men tegenwoordig in eerste instantie zou denken dat het bij deze benaming om een met dakpannen bedekt gebouw zou gaan, is dit meestal niet het geval. Sommige boerderijen van die naam zijn zelfs rietgedekt.
Gewoonlijk verwijst de naam naar paen of panne, een oud woord voor brouwketel. In een dergelijke boerderij was vroeger een kleine brouwerij (vaak: annex herberg) gevestigd. Soms werd de boerderij in de loop der tijd door een andere vervangen, maar bleef de naam bestaan. Soms ging de naam ook over op een veldnaam, zoals bij het huidige natuurgebied Pannenhoef.